# Grand Hotel Bellevue (Berlino)
Il Grand Hotel Bellevue fu il primo grand hotel sulla Potsdamer Platz a Berlino alla fine del XIX secolo.

## Storia
L'edificio di cinque piani sorgeva sul sito di Potsdamer Platz 1, all'estremità meridionale del triangolo di Lenné tra Bellevuestraße e Königgrätzer Straße, l'odierna Ebertstraße. Fu costruito secondo i progetti dell'architetto Ludwig Heim e inaugurato intorno al 1884/85. Inizialmente si chiamava Hôtel du Parc, ma in seguito prese il nome di Hotel Thiergarten.

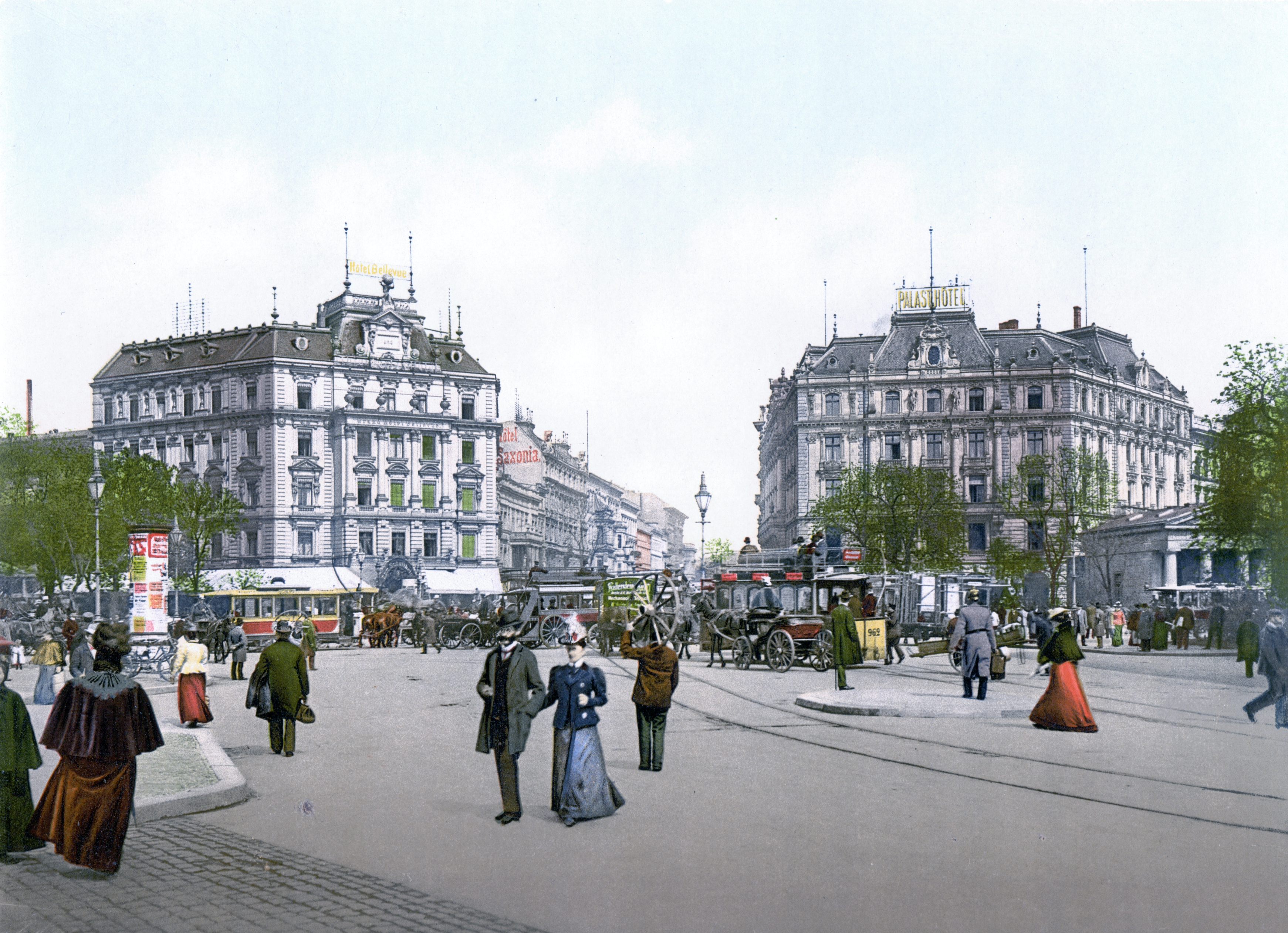
L'Hotel Bellevue con il suo edificio adiacente, il Palast-Hotel, dal design simile. Stampa fotocromatica del 1900 circa.

Con la sua architettura ispirata a modelli internazionali, inaugurò l'era dei magnifici edifici di Potsdamer Platz. Insieme al Palast-Hotel di fronte, anch'esso progettato da Ludwig Heim, e al lussuoso Hotel Fürstenhof, apparteneva alla società Aschinger AG all'inizio del XX secolo. L'hotel fu demolito nel 1928 per far posto alla costruzione del Columbushaus. Oggi, il sito dove un tempo sorgeva l'Hotel Bellevue rimane inutilizzato. Proprio sul retro sorge il Beisheim Center, inaugurato il 10 gennaio 2004.
Come l'Hôtel du Parc, la casa è una delle ambientazioni del romanzo Cécile di Theodor Fontane, che visse non lontano da lì, in Potsdamer Straße 134c (dal 1938: n. 15), dal 1872 fino alla sua morte nel 1898. La casa che ospitava l'appartamento di Fontane fu demolita nel 1906.

## Galleria d'immagini

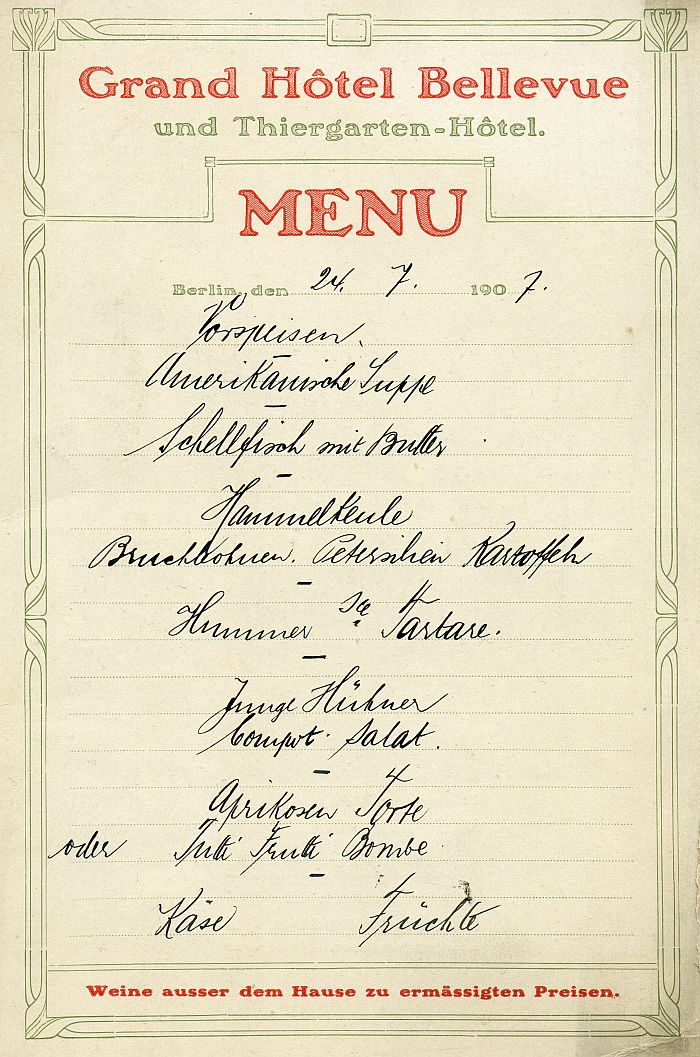
Menù del Bellevue nel 1907.
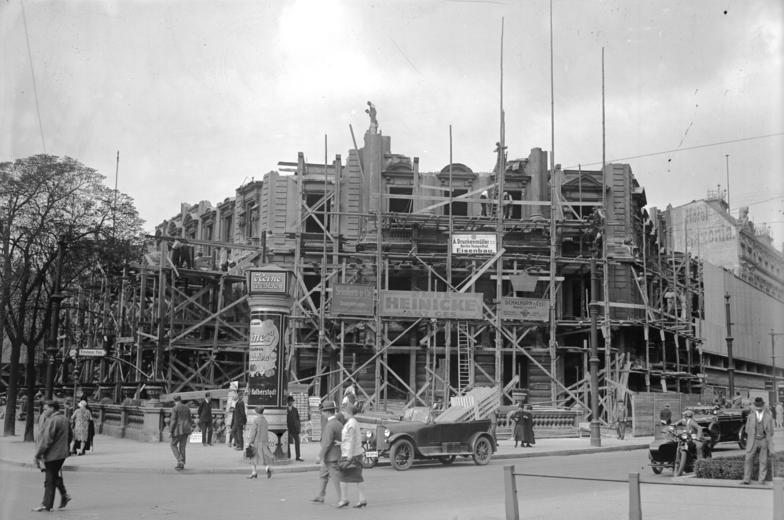
La demolizione del Grand Hotel nel '28.